# Sandalodes joannae
Sandalodes joannae är en spindelart som beskrevs av Zabka 2000. Sandalodes joannae ingår i släktet Sandalodes och familjen hoppspindlar. Inga underarter finns listade i Catalogue of Life.